# Działoszyn (gmina w województwie wrocławskim)
Działoszyn – dawna gmina wiejska istniejąca w latach 1945–1954 w woj. wrocławskim (dzisiejsze woj. dolnośląskie), w tzw. Worku Turoszowskim. Siedzibą władz gminy był Działoszyn.
Gmina Działoszyn powstała po II wojnie światowej na terenie tzw. Ziem Odzyskanych (tzw. II okręg administracyjny – Dolny Śląsk). 28 czerwca 1946 gmina – jako jednostka administracyjna powiatu zgorzeleckiego – weszła w skład nowo utworzonego woj. wrocławskiego.
Według stanu z 1 lipca 1952 gmina składała się z 14 gromad: Bratków, Działoszyn, Kostrzyna, Krzewina, Lutogniewice, Posada, Ręczyn, Spytków, Strzegomice, Trzcieniec, Wigancice Żytawskie, Wolanów, Wyszków i Zatonie. Gmina została zniesiona 29 września 1954 wraz z reformą wprowadzającą gromady w miejsce gmin. Jednostki nie przywrócono 1 stycznia 1973 wraz z kolejną reformą reaktywującą gminy.